# O vremenu i drugim iluzijama
O vremenu i drugim iluzijama je epizoda Dilan Doga objavljena u Srbiji premijerno u svesci #186. u izdanju Veselog četvrtka. Na kioscima se pojavila 12. maja 2022. Koštala je 350 din (2,9 €; 3,36 $). Imala je 94 strane.

## Kratak sadržaj
Prolog. Džon Gost filozofira o vremenu.
Glavna priča. Dilan i Gručo u bioskopu gledaju film Adolfa Majera Stromboli iz 1920-ih godina. Radnja filma se dešava u drevnoj Grčkoj 500 godina pre Hrista. Tema je žrtvovanje deteta grčkom bogu Hefestu. Dete ima pet godina, ali je nemo. Film, međutim, nema kraj i Dilan i Gručo nezadovoljni izlaze iz bioskopa i nailaze na stariju ženu sa detetom koja im objašnjava da kraj filma postoji. Dilan saznaje da je dete nemo. Dilan i Gručo slučajno nailaze na izložbu skulptura Vulkano Martinija pod nazivom „Tišina kamenja“. Autorova kćerka je Melisa, Dilanova stara prijateljica iz osnovne škole s kojom je u pećini doživeo prvi poljubac. Izlazeći sa izložbe, Dilan slučajno naleže na Raniju i Karpentera kojim su saopštavaju da je Blok umro. Neočekivani sled događaja Dilana vodi do paba u kome se nalazi inspektor Blok. Stvarnost se tada za Dilana pretvara u noćnu moru.

## Originalna epizoda
Originalna epizoda pod nazivom Del tempo e di altre ilusioni objavljena je premijerno u #395. regularne edicije Dilana Doga u Italiji u izdanju Bonelija. Izašla je 30. jula 2019. Naslovnu stranicu je nacrtao Điđi Kavenađo (Gigo Cavenago). Za scenario i crtež odgovoran je Karlo Ambrozini. Koštala je 4,4 €.

## Odbrojavanje do udara meteora
Od #178. počelo je zvanično veliko finale i odbrojavane (na naslovnim stranama) do udara meteora u Zemlju. U ovoj epizodi do udara meteora ostalo je još 7 epizoda. Ovo odbrojavanje traje do #399, tj. #400 originalne serije, tj. do #191-2 Veselog četvrtka. (Veseli četvrtak je već objavio #400 pod nazivom A danas apokalipsa u luksuznom izdanju 19.11.2020. na formatu A4.) Nakon ove epizode, serijal Dilan Doga je resetovan. (Ovo je već drugi Bonelijev junak koji je doživeo reset. Prvi je bio Mister No.)

## Prethodna i naredna epizoda
Prethodna sveska nosila je naslov Večna godišnja doba (#185), a naredna Ime mu je bilo rat (#187).